# Dunajek (powiat Gołdapski)
Dunajek (Duits: Groß Duneyken; 1928-1938: Duneyken; 1938-1945: Duneiken) is een plaats in het Poolse woiwodschap Ermland-Mazurië, in het district Gołdapski. De plaats maakt deel uit van de stad- en landgemeente Gołdap.